# 木ノ本駅
木ノ本駅（きのもとえき）は、滋賀県長浜市木之本町木之本にある、西日本旅客鉄道（JR西日本）北陸本線の駅である。駅番号はJR-A05。

## 概要
北陸本線の敦賀駅 - 当駅間は、かつて急勾配の「柳ヶ瀬越え」と呼ばれるルートを走っていたが、1957年（昭和32年）に現在の新線に切り替わった。旧線は柳ヶ瀬線として存続したが、1964年に廃止された。
旧町名など住所の表記および近隣に立地する施設など多くの名称表記が「木之本」であるため、駅名も同様に表記される事例が少なくない。一方で、日本国有鉄道（国鉄）時代の駅名標の駅所在地表記では、町名の「木之本町」ではなく「木ノ本町」となっていた。

## 歴史

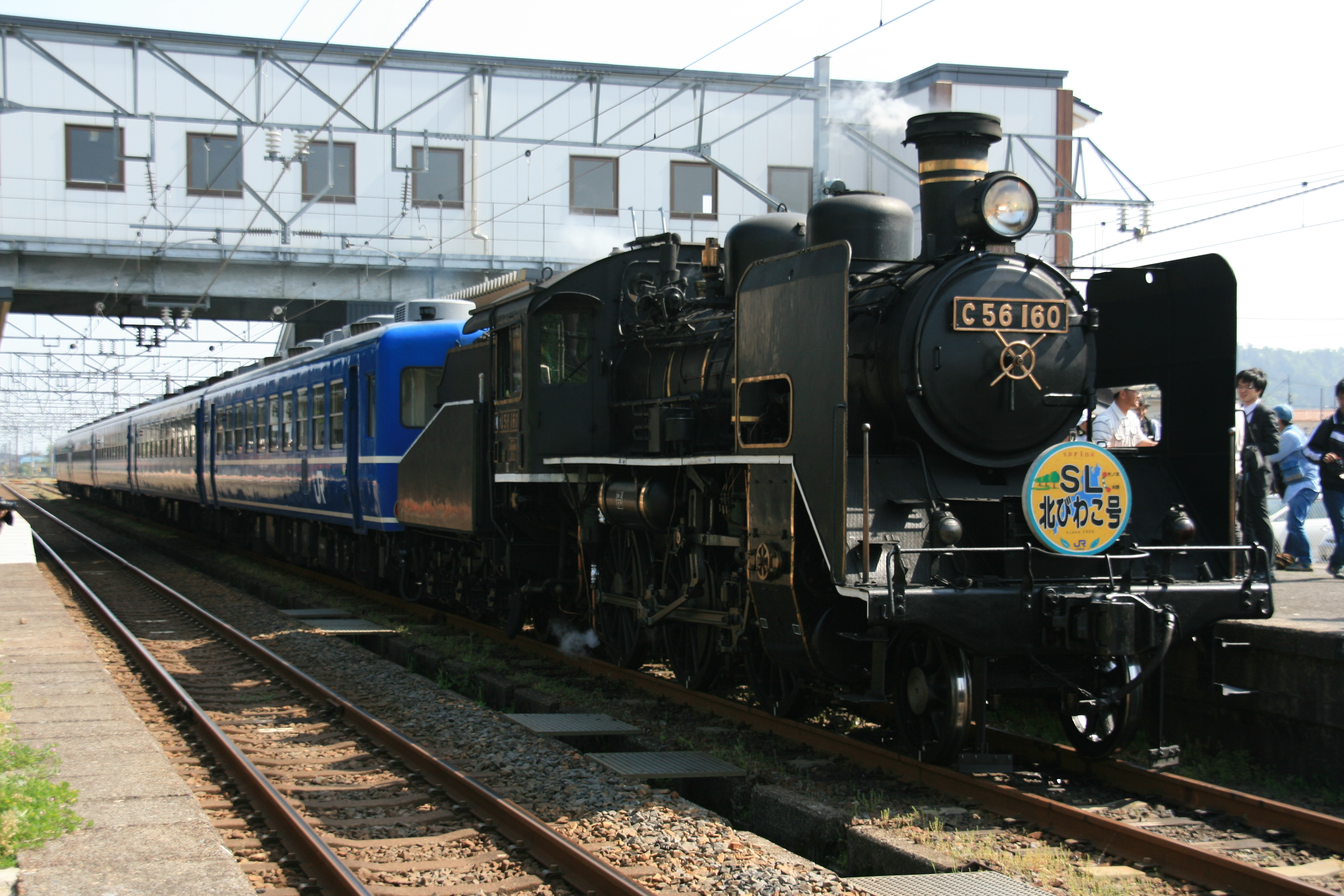
木ノ本駅に到着したSL北びわこ号（C56 160牽引、12系5両）

- 1882年（明治15年）3月10日：官設鉄道の長浜駅 - 柳ヶ瀬駅間開業により[4][6][7][8]、一般駅として設置される[1][2][9]。
- 1895年（明治28年）4月1日：線路名称制定にともない、東海道線の所属となる。
- 1902年（明治35年）11月1日：線路名称が改定され、所属が北陸線に変更される。
- 1909年（明治42年）10月12日：線路名称が制定され、所属が北陸本線となる[4]。
- 1957年（昭和32年）10月1日：敦賀駅 - 当駅間が近江塩津駅経由の新線に切り替わる[4]。柳ヶ瀬駅経由の旧線は柳ヶ瀬線として分離され、両線の接続駅となる[3]。
- 1964年（昭和39年）5月11日：柳ヶ瀬線が廃止される[3]。
- 1984年（昭和59年）2月1日：貨物の取り扱いを廃止、旅客駅となる[9]。
- 1985年（昭和60年）3月14日：荷物の取り扱いを廃止する[9]。
- 1987年（昭和62年）4月1日：国鉄分割民営化により、西日本旅客鉄道の駅となる[9]。
- 1992年（平成4年）11月1日：みどりの窓口の営業を開始する[10]。
- 1995年（平成7年）8月19日：当駅を終着駅とする「SL北びわこ号」の運行を開始[11][12][13]（2021年に運行終了[14][15]）。
- 2006年（平成18年）10月21日：北陸本線の長浜駅 - 敦賀駅間の直流電化により、新快速の乗り入れを開始する[16][17][18][19]。橋上駅舎に改築するとともに北寄りへ移動する。「ICOCA」の利用が可能となる[18][20]。ICカード専用簡易改札機で対応。ホームのかさ上げ工事が完成。
- 2018年（平成30年）3月17日：駅ナンバリングが導入され、使用を開始[21]。
- 2023年（令和5年）7月31日：みどりの窓口の営業を終了[22]。

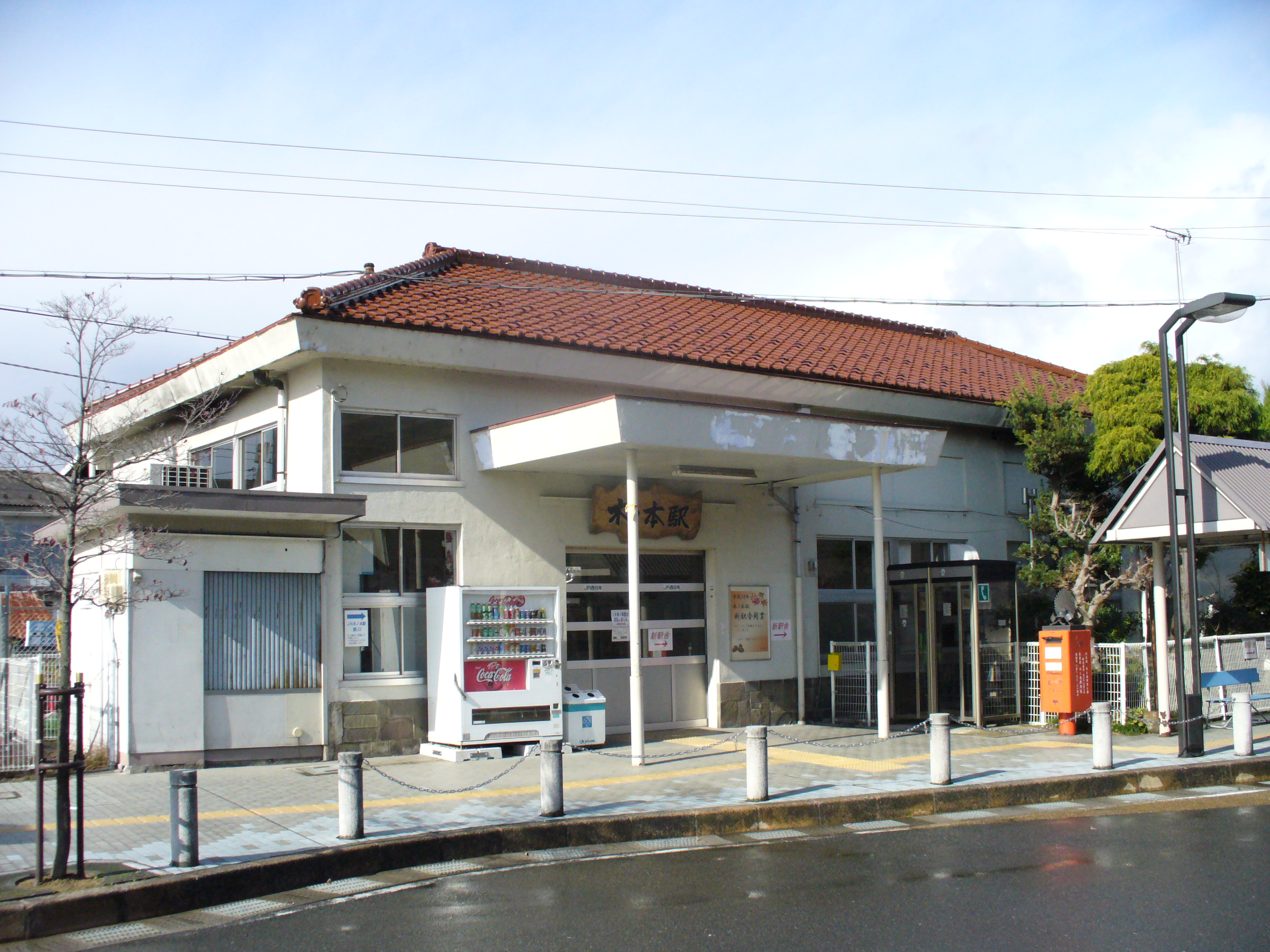
旧駅舎（2006年11月）
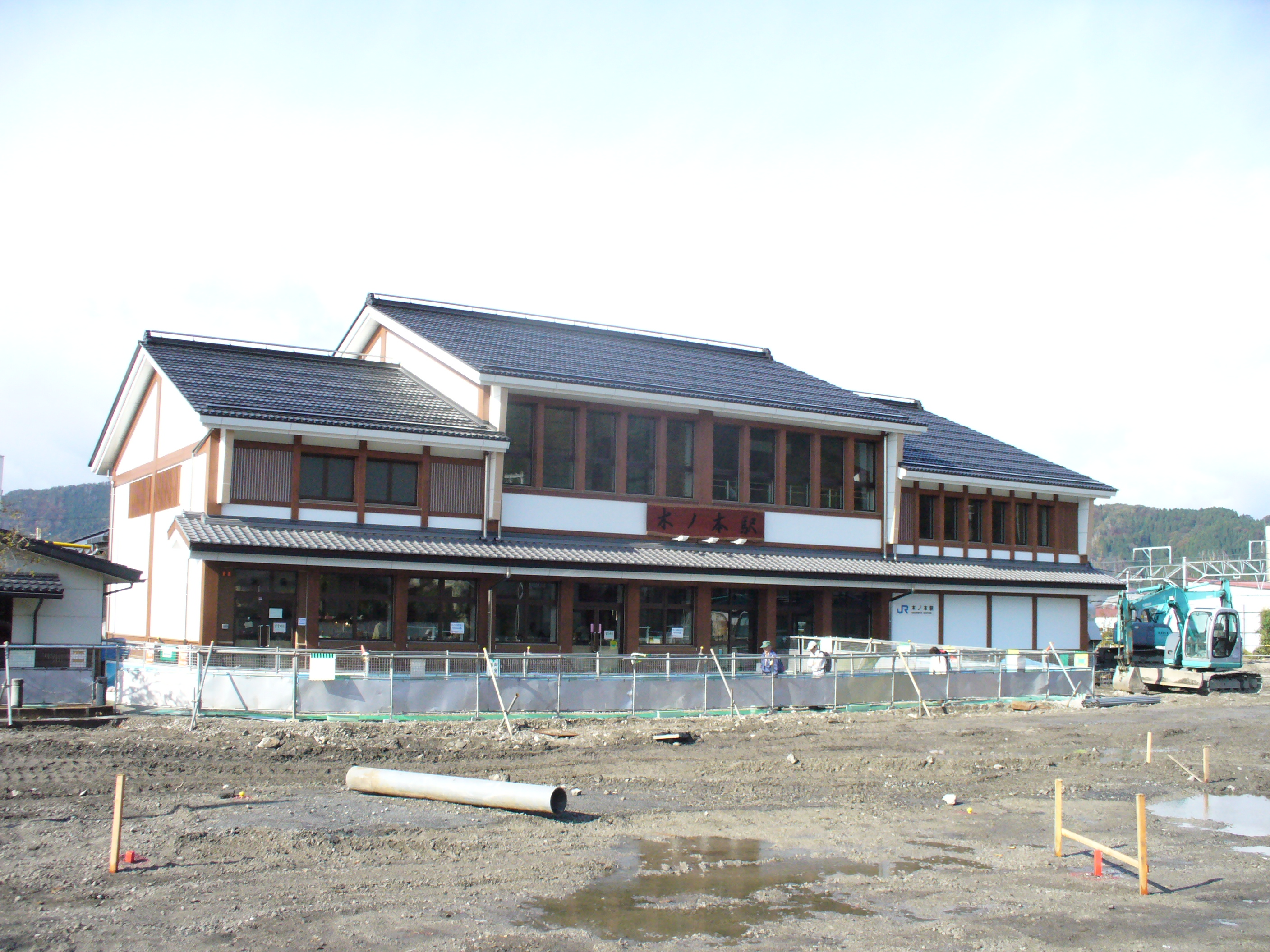
工事中の現駅舎（2006年11月）
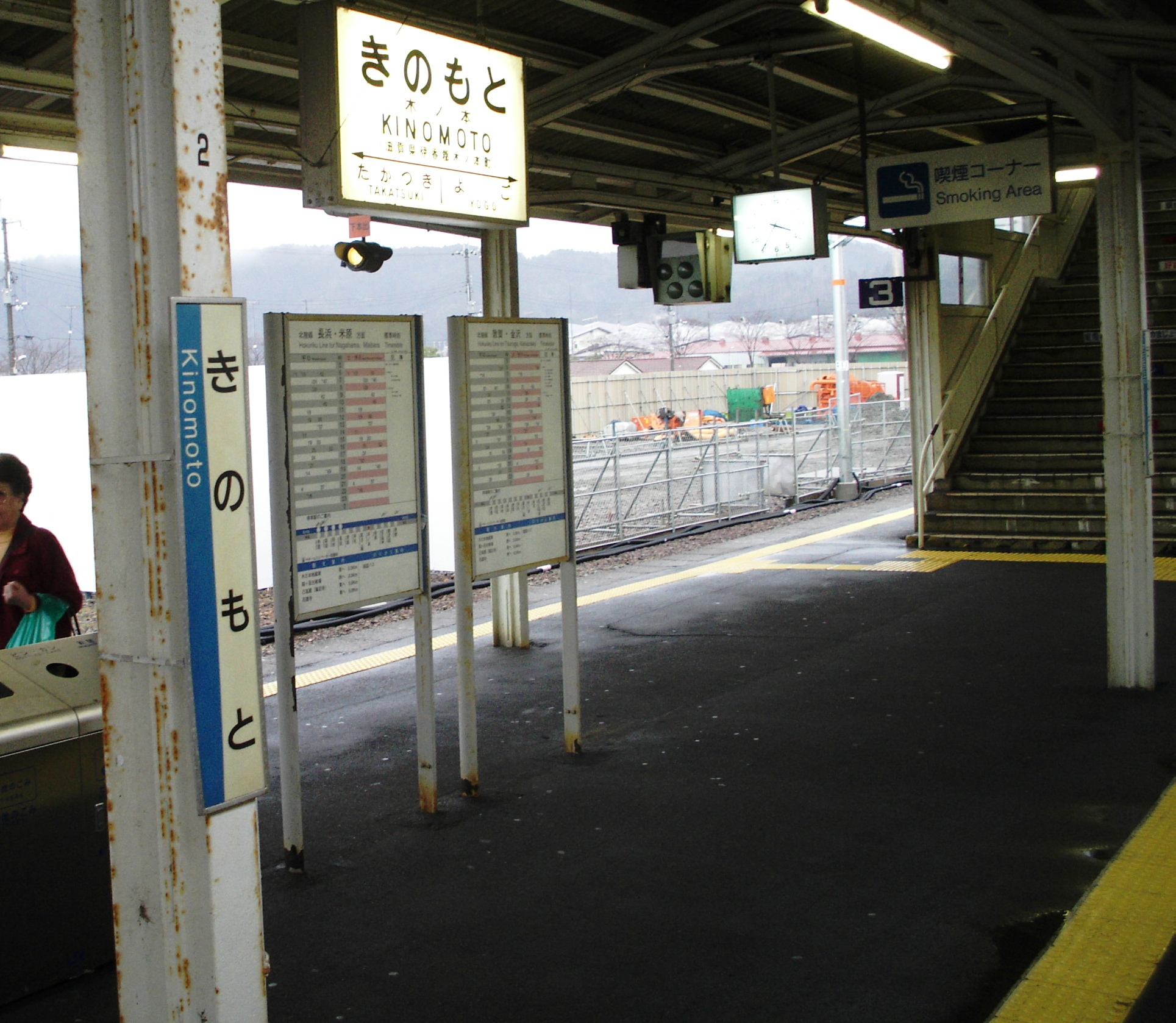
駅所在地の町名が「木ノ本町」となっていた駅名標が写る（2006年4月）
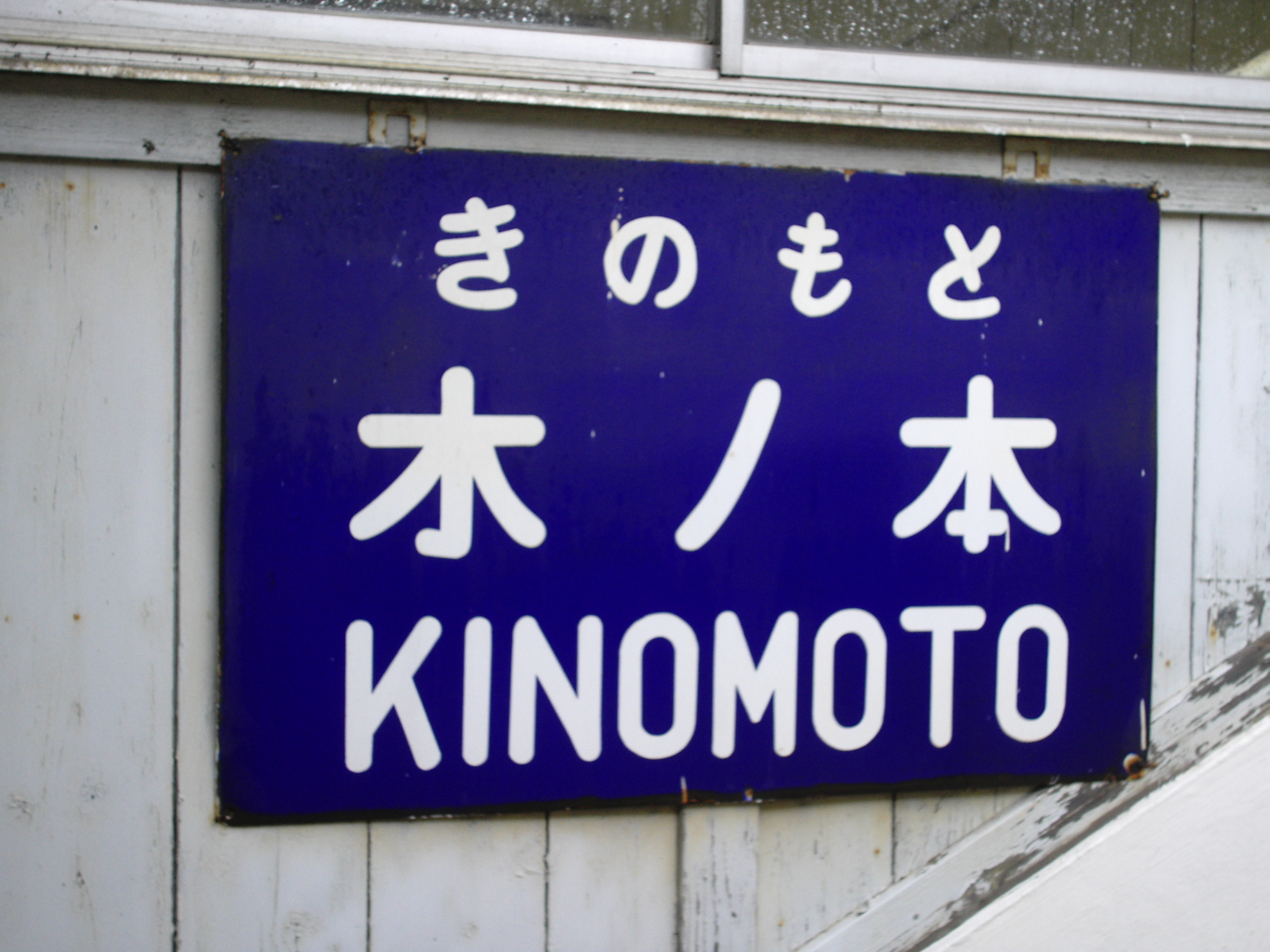
かつての跨線橋にあった駅名標（2006年4月）

## 駅構造
単式ホーム1面1線と島式ホーム1面2線の合計2面3線のホームを持つ地上駅で、橋上駅舎を持つ。自動券売機が設置されている直営駅（米原駅の被管理駅）であるが、自動改札機・自動精算機は設置されておらず、ICOCAなどは改札口付近のカードリーダーで処理する。
駅の1階には、駅と商店街を結ぶ交流拠点「ふれあいステーションおかん」が入居している（後述）。なお、橋上駅となる前の旧駅舎は「きのもと まちの駅」となっている。
駅コンコースと駅出入口（地上）や駅ホームを結ぶエレベーターが設置されている。

### のりば
| のりば | 路線     | 方向 | 行先               | 備考     |
| ------ | -------- | ---- | ------------------ | -------- |
| 1      | 北陸本線 | 上り | 米原・京都方面     |          |
| 2      | 北陸本線 | 上り | 米原・京都方面     | 一部列車 |
| 2      | 北陸本線 | 下り | 近江塩津・敦賀方面 | 一部列車 |
| 3      | 北陸本線 | 下り | 近江塩津・敦賀方面 |          |

- 外側2線（1・3番のりば）が本線、内側1線（2番のりば）が待避線である。
- 2番のりばは両方向とも入線・発車することができるため、一部の列車が発着する。
- 行楽シーズンに運行された臨時列車「SL北びわこ号」はこの駅が終着で[11][13][25]、2番のりばに到着していた[2]。

線路の構成
- 1番線（上り本線）
- 2番線（上下待避線）
- 3番線（下り本線）

### ふれあいステーションおかん
駅の1階に入居している交流拠点である。木之本を代表する名産物・工芸品や旬の農産物が販売されている。また、木之本には賤ヶ岳古戦場があることから、戦国武将や浅井三姉妹のグッズなども販売されている。詳細は、外部リンクの公式サイトを参照。

## 利用状況
JR西日本の移動等円滑化取組報告書によれば、2023年度の1日当たりの利用者数は1,066人。「滋賀県統計書」によると、1日平均の乗車人員は以下の通りである。
| 年度   | 1日平均 乗車人員 | 出典        |
| ------ | ---------------- | ----------- |
| 1992年 | 1,077            | [ 統計 2 ]  |
| 1993年 | 1,114            | [ 統計 3 ]  |
| 1994年 | 1,088            | [ 統計 4 ]  |
| 1995年 | 1,118            | [ 統計 5 ]  |
| 1996年 | 1,096            | [ 統計 6 ]  |
| 1997年 | 970              | [ 統計 7 ]  |
| 1998年 | 982              | [ 統計 8 ]  |
| 1999年 | 985              | [ 統計 9 ]  |
| 2000年 | 1,012            | [ 統計 10 ] |
| 2001年 | 933              | [ 統計 11 ] |
| 2002年 | 861              | [ 統計 12 ] |
| 2003年 | 822              | [ 統計 13 ] |
| 2004年 | 813              | [ 統計 14 ] |
| 2005年 | 850              | [ 統計 15 ] |
| 2006年 | 801              | [ 統計 16 ] |
| 2007年 | 774              | [ 統計 17 ] |
| 2008年 | 734              | [ 統計 18 ] |
| 2009年 | 719              | [ 統計 19 ] |
| 2010年 | 729              | [ 統計 20 ] |
| 2011年 | 719              | [ 統計 21 ] |
| 2012年 | 728              | [ 統計 22 ] |
| 2013年 | 748              | [ 統計 23 ] |
| 2014年 | 728              | [ 統計 24 ] |
| 2015年 | 746              | [ 統計 25 ] |
| 2016年 | 743              | [ 統計 26 ] |
| 2017年 | 750              | [ 統計 27 ] |
| 2018年 | 699              | [ 統計 28 ] |
| 2019年 | 646              | [ 統計 29 ] |
| 2020年 | 501              | [ 統計 30 ] |
| 2021年 | 480              | [ 統計 31 ] |
| 2022年 | 519              | [ 統計 32 ] |

## 駅周辺
- 賤ヶ岳の戦い古戦場
- 木之本地蔵院（浄信寺）
- 日吉神社
- 赤後寺
- 木之本牛馬市跡 - 山内一豊の妻千代の金により、一豊が名馬を購入したとされる地。
- 長浜市役所木之本支所
- 木之本警察署
- 長浜保健所木之本支所
- きのもと交遊館（登録有形文化財）[26] - 旧湖北銀行木之本支店（後の滋賀銀行木之本支店）の建屋を改修して再利用されている[27]。
- 長浜伊香ツインアリーナ
- 長浜市立湖北病院
- 滋賀県立伊香高等学校
- 長浜市立木之本中学校
- 長浜市立木之本小学校
- 木之本幼稚園
- 木之本保育園
- 木之本郵便局
- 北陸自動車道 木之本IC
- 国道8号
- 国道303号
- 国道365号
- 木之本バスターミナル - 駅南西側を通る、国道8号沿いにあるバスターミナル。

## バス路線
駅東口のロータリー内に「木ノ本駅」停留所があり、旧伊香郡の各地域への路線が発着する。
| 木ノ本駅 | 木ノ本駅   | 木ノ本駅 | 木ノ本駅                                                              | 木ノ本駅                       |
| 乗り場   | 運行事業者 | 運行地域 | 系統または路線名・行先                                                | 備考                           |
| -------- | ---------- | -------- | --------------------------------------------------------------------- | ------------------------------ |
| 1        | 湖国バス   | 木之本町 | 金居原線：長浜伊香ツインアリーナ / 湖北病院 / 金居原                  |                                |
| 2        | 余呉バス   | 余呉町   | 柳ヶ瀬線：柳ヶ瀬 / 椿坂 / 中河内 丹生線：洞寿院 片岡西線：池原 / 摺墨 | 片岡西線：要予約。平日のみ運行 |
| 3        | 湖国バス   | 西浅井町 | 深坂線：道の駅あぢかまの里 / 新道野                                   | 一部は道の駅あぢかまの里止り   |

## 隣の駅
西日本旅客鉄道（JR西日本）
 北陸本線
■新快速・■普通
余呉駅 (JR-A04) - 木ノ本駅 (JR-A05) - 高月駅 (JR-A06)

### 廃止路線
日本国有鉄道
柳ヶ瀬線
木ノ本駅 - 中ノ郷駅

### 記事本文
1. 1 2 3 4  川島 2010, p. 51.
2. 1 2 3 4 5 6 7  朝日 2012, p. 25.
3. 1 2 3 4  変遷I 1998, p. 92.
4. 1 2 3 4  変遷I 1998, p. 91.
5. 1 2  『『湖国と文化』辻 良樹「湖北から湖西・近江今津へ 鉄道の旅」』滋賀県文化振興事業団、2006年。
6. ↑  『長浜市史』 第4巻 市民の台頭、長浜市役所、2000年3月31日、83頁。
7. ↑  長浜市年表 2004, p. 161.
8. ↑  「細きトンネル 鉄路開いた 長浜―敦賀に近代の礎」『日本経済新聞』日本経済新聞社、2020年10月15日。
9. 1 2 3 4  石野哲 編『停車場変遷大事典 国鉄・JR編』 II（初版）、JTB、1998年10月1日、132頁。ISBN 978-4-533-02980-6。
10. ↑  『JR時刻表』1992年11月号・12月号[要ページ番号]
11. 1 2  「デゴイチが牽引、SL北びわこ号の春季運転が4月末から」『Lmaga.jp』京阪神エルマガジン社、2020年3月22日。
12. ↑  長浜市年表 2004, p. 308.
13. 1 2  「JR西日本「SL北びわこ号」C57形1号機が牽引 - 1日限定の冬季運転、3/6実施」『マイナビニュース』マイナビ、2016年2月29日。
14. ↑  「関西唯一、SL北びわこ号の運行終了へ 窓開けられず感染対策の困難やコスト増加で」『京都新聞』京都新聞社、2021年5月21日。オリジナルの2021年7月6日時点におけるアーカイブ。
15. ↑  「さよならSL北びわこ号 換気困難、感染対策難しく運行終了」『中日新聞Web』中日新聞社、2021年5月22日。オリジナルの2021年5月22日時点におけるアーカイブ。
16. ↑  『広報きゃんせ長浜』（PDF）9号、長浜市企画部企画政策課、2006年10月1日、5頁。
17. ↑  『広報きゃんせ長浜』（PDF）10号、長浜市企画部企画政策課、2006年11月1日、9頁。
18. 1 2  『広報たかしま』（PDF）平成18年10月1日、高島市役所企画部秘書広報課、2006年10月1日、2-3頁。
19. ↑  「琵琶湖環状線ぐるり車窓の旅 滋賀県がリーフレット」『産経ニュース』産経デジタル、2016年10月22日。
20. ↑  『「ICOCA」いよいよデビュー! 〜 平成15年11月1日（土）よりサービス開始いたします 〜』（プレスリリース）西日本旅客鉄道、2003年8月30日。オリジナルの2004年8月3日時点におけるアーカイブ。
21. ↑  『近畿エリアの12路線 のべ300駅に「駅ナンバー」を導入します！』（プレスリリース）西日本旅客鉄道、2016年7月20日。
22. 1 2  “木ノ本駅｜駅情報：JRおでかけネット”.   西日本旅客鉄道. 2023年7月13日時点のオリジナルよりアーカイブ。2023年7月13日閲覧。
23. 1 2 3 4  川島 2010, p. 11.
24. 1 2  “木ノ本駅｜構内図：JRおでかけネット”.   西日本旅客鉄道. 2023年1月9日閲覧。
25. ↑  「JR西日本「SL北びわこ号」蒸気機関車D51形で運転、12系客車も注目」『マイナビニュース』マイナビ、2019年3月11日。
26. ↑  木之本町きのもと交遊館 - 文化遺産オンライン（文化庁）
27. ↑  滋賀県観光情報 きのもと交遊館 - びわこビジターズビューロー
28. ↑  “長浜市のコミュニティバス”.   長浜市. 2023年3月25日閲覧。

### 利用状況
1. 1 2  “移動等円滑化取組報告書（鉄道駅）（令和5年度）”.   西日本旅客鉄道. 2025年3月15日閲覧。
2. ↑  平成4年滋賀県統計書 (PDF)
3. ↑  平成5年滋賀県統計書 (PDF)
4. ↑  平成6年滋賀県統計書 (PDF)
5. ↑  平成7年滋賀県統計書 (PDF)
6. ↑  平成8年滋賀県統計書 (PDF)
7. ↑  平成9年滋賀県統計書 (PDF)
8. ↑  平成10年滋賀県統計書 (PDF)
9. ↑  平成11年滋賀県統計書 (PDF)
10. ↑  平成12年滋賀県統計書 (PDF)
11. ↑  平成13年滋賀県統計書 (PDF)
12. ↑  平成14年滋賀県統計書 (PDF)
13. ↑  平成15年滋賀県統計書 (PDF)
14. ↑  平成16年滋賀県統計書 (PDF)
15. ↑  平成17年滋賀県統計書 (PDF)
16. ↑  平成18年滋賀県統計書 (PDF)
17. ↑  平成19年滋賀県統計書 (PDF)
18. ↑  平成20年滋賀県統計書 (PDF)
19. ↑  平成21年滋賀県統計書 (PDF)
20. ↑  平成22年滋賀県統計書 (PDF)
21. ↑  平成23年滋賀県統計書 (PDF)
22. ↑  平成24年滋賀県統計書 (PDF)
23. ↑  平成25年滋賀県統計書 (PDF)
24. ↑  平成26年滋賀県統計書 (PDF)
25. ↑  平成27年滋賀県統計書 (PDF)
26. ↑  平成28年滋賀県統計書 (PDF)
27. ↑  平成29年滋賀県統計書 (PDF)
28. ↑  平成30年滋賀県統計書 (PDF)
29. ↑  令和元年滋賀県統計書 (PDF)
30. ↑  令和2年滋賀県統計書 (PDF)
31. ↑  令和3年滋賀県統計書 (PDF)
32. ↑  令和4年滋賀県統計書 (PDF)